# Deportivo 18 de Marzo (estación del Metrobús)
Deportivo 18 de Marzo es una de las estaciones que forman parte del Metrobús de la Ciudad de México. Es la correspondencia de la Línea 1, Línea 3 y Línea 6. Se ubica al norte de la Ciudad de México en la Alcaldía de Gustavo A. Madero.

## Información general

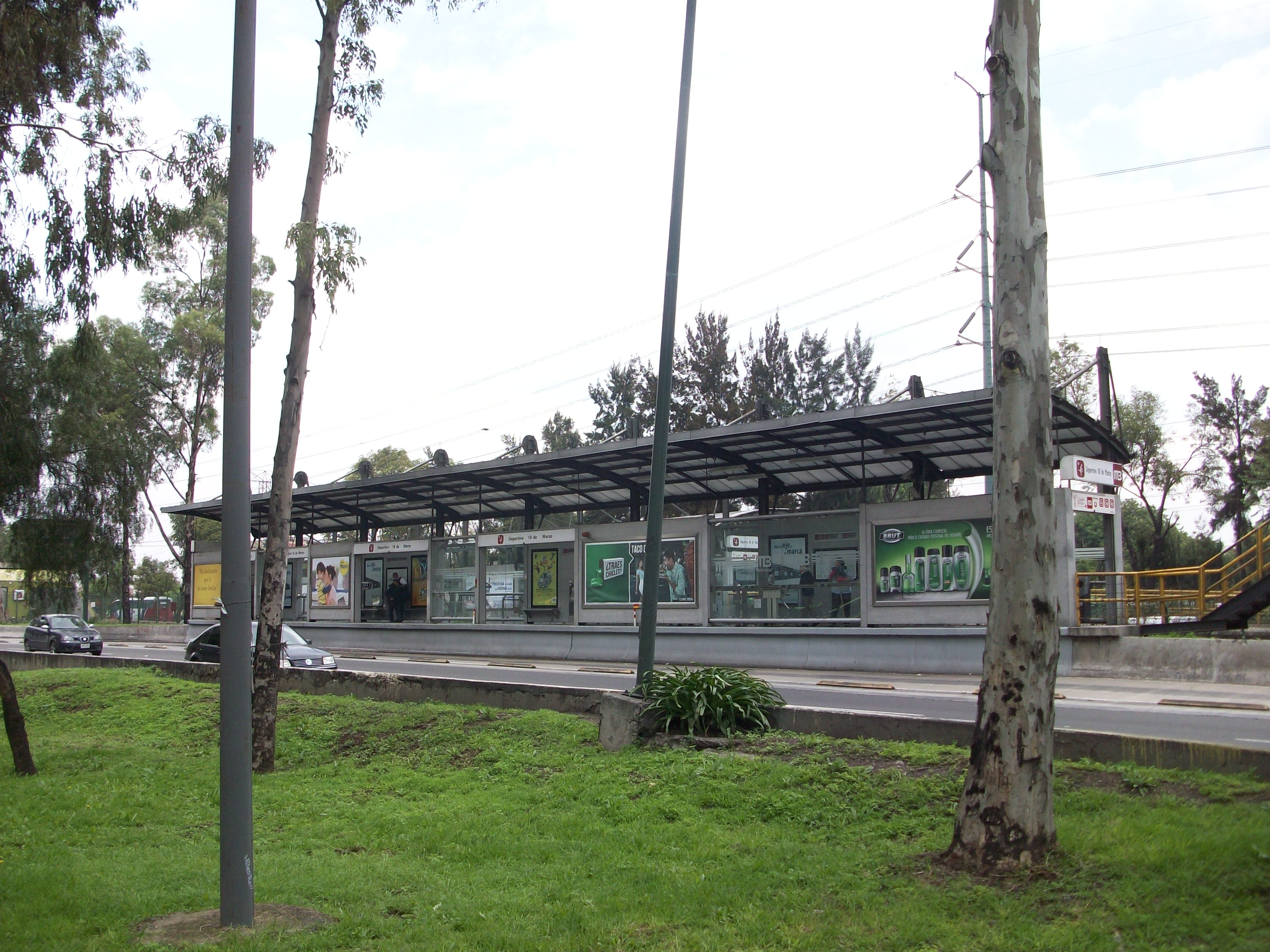
Estación de la Línea 1

El ícono representa la silueta de un jugador de pelota, deporte practicado por los antiguos mesoamericanos, en referencia al Deportivo 18 de Marzo, que se encuentra en las cercanías de las estaciones del metro y metrobús.
El Deportivo 18 de Marzo es manejado por el Sindicato Único de Trabajadores del Gobierno del Distrito Federal y cuenta con membresías personales o familiares. Ofrece clases e instalaciones para la práctica de la natación, artes marciales, bailes, carreras, tenis, etc.
El deportivo es llamado así en conmemoración a la fecha (18 de marzo de 1938) en la que el presidente Lázaro Cárdenas ejecutó la expropiación de la industria petrolera en manos de particulares extranjeros, haciendo válido el artículo 27 de la constitución mexicana que estipula que las riquezas del subsuelo son propiedad de la nación.

## Conectividad

### Conexiones
Existen conexiones con las estaciones y paradas de diversos sistemas de transporte:
- Líneas 3 y 6 del Sistema de Transporte Colectivo de la Ciudad de México
- Algunas rutas de la Red de Transporte de Pasajeros.
- La estación cuenta con un CETRAM.

## Sitios de interés
- Deportivo 18 de Marzo.
- Escuela Nacional Preparatoria Plantel 9 "Pedro de Alba"
- Hospital General de Zona n.º 24 del IMSS